# Глазов, Николай Васильевич
Николай Васильевич Глазов (1 сентября 1906, Ярославский уезд, Ярославская губерния, Российская империя — 4 августа 1943, д. Гаврюково, Дорогобужский район, Смоленская область, СССР) — советский футболист.

## Личная жизнь
Родился 1 сентября 1906 года в Ярославском уезде, Ярославской губернии, Российской империи. Отец — Василий Димитривъ Глазов, ярославский мещанин. Родители Николая были православного вероисповедания. Крещен 3 сентября 1906 года. Переехал в Москву. Работал шофером на Трёхгорной мануфактуре. Был женат, супруга Мария Ильинична Глазова (20 февряля 1909 — 2 февраля 1978). В августе 1932 года родилась дочь Нелля.

## Карьера
На юношеском уровне футболом организованно не занимался. За свою карьеру выступал в московских командах «Трёхгорка», «Спартак» и «Пищевик».

## Военные годы
Участник Великой Отечественной войны. 23 июня 1941 года был мобилизован военным коммисариатом Красно-Пресненского района г. Москвы рядовым, шофером. Позже получил звание сержанта. Служил в 1079 стрелковом полку (312-я стрелковая дивизия). Был ранен. Скончался 4 августа 1943 в госпитале от ран. Был похоронен в лесу северо-западнее дер. Гаврюково, Дорогобужского района, Смоленской области. Позднее перезахоронен в братскую могилу с. Алексино, Дорогобужского района, Смоленской области. Внесен в печатную Книгу Памяти, ошибочно упоминается дважды как Глазов и как Глазков.